# Aminokwasy endogenne
Aminokwasy endogenne (gr. éndon – wewnątrz; w domu; ang. DAA – dispensable amino acids) – aminokwasy, które organizm może syntetyzować samodzielnie, w przeciwieństwie do aminokwasów egzogennych, które musi przyjmować systematycznie wraz z pożywieniem.
U różnych organizmów różne aminokwasy można zaliczyć do jednej z tych dwóch grup, ale u większości kręgowców są to takie same aminokwasy, jak u człowieka. U roślin podziału takiego nie ma, gdyż wszystkie aminokwasy są przez nie wytwarzane wewnątrz organizmu. Dostępne w literaturze zestawienia aminokwasów endogennych różnią się między sobą. Jedne uwzględniają tylko aminokwasy wchodzące w skład białek (aminokwasy białkowe), a inne również takie, które funkcjonują w ustroju jako samodzielne związki chemiczne biorące udział w rozmaitych procesach metabolizmu. Rozbieżności dotyczą także tego, czy zaliczać do aminokwasów endogennych takie aminokwasy, które wprawdzie mogą być syntetyzowane wewnątrz organizmu, ale tylko w wyniku przekształcenia aminokwasów egzogennych (aminokwasy względnie endogenne).
Aminokwasy endogenne dla dorosłego człowieka:
| nazwa polska      | skrót 3-lit. | skrót 1-lit. |
| ----------------- | ------------ | ------------ |
| alanina           | Ala          | A            |
| asparagina        | Asn          | N            |
| cysteina          | Cys          | C            |
| glicyna           | Gly          | G            |
| glutamina         | Gln          | Q            |
| kwas asparaginowy | Asp          | D            |
| kwas glutaminowy  | Glu          | E            |
| prolina           | Pro          | P            |
| seryna            | Ser          | S            |
| tyrozyna          | Tyr          | Y            |

| nazwa polska        | skrót |
| ------------------- | ----- |
| cystyna             |       |
| cytrulina           |       |
| homoseryna          | Hse   |
| hydroksylizyna      | Hyl   |
| hydroksyprolina     | Hyp   |
| karnityna           |       |
| kwas γ-aminomasłowy | GABA  |
| ornityna            |       |
| tauryna             |       |

Ponadto dwa aminokwasy zaliczane do egzogennych, arginina i histydyna, to aminokwasy względnie egzogenne – są wytwarzane w ilości wystarczającej dla człowieka dorosłego, ale zbyt małej dla organizmu rozwijającego się. Arginina jest wytwarzana z ornityny w cyklu ornitynowym, jednak jej większość jest wykorzystywana dalej w tym cyklu, gdzie jest rozkładana do ornityny.
Cysteina, cystyna i tyrozyna są wytwarzane przez organizm człowieka z innych aminokwasów. Np. tyrozyna nie musi być dostarczana do organizmu z pożywieniem, jeśli zawiera ono wystarczającą ilość fenyloalaniny, z której jest wytwarzana.